# Patente de février

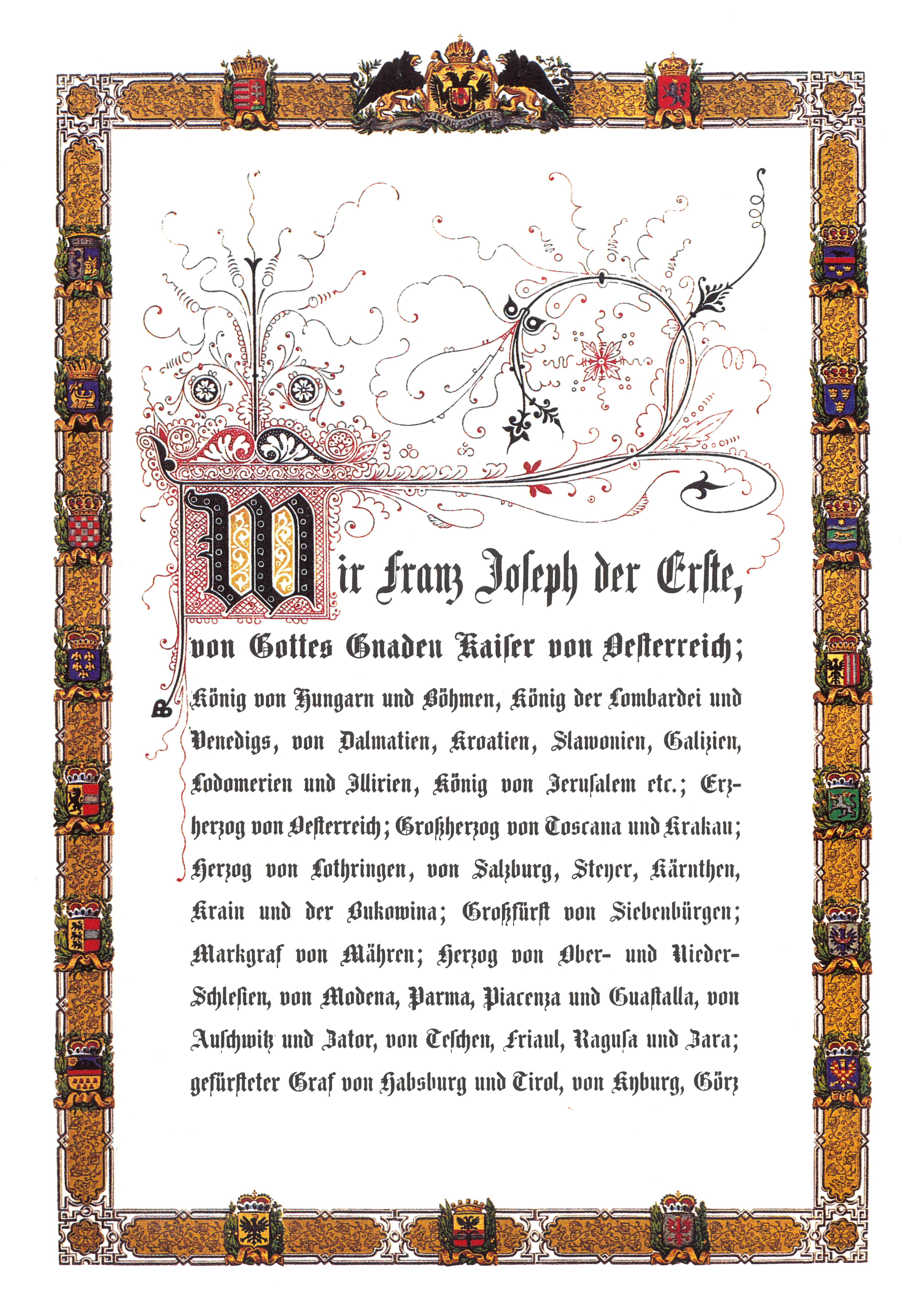
Première page de la patente de février.

La Patente de février est la constitution adoptée le 26 février 1861, qui marque un retour au centralisme dans l'empire d'Autriche, et permet la mise en place d'un parlement à Vienne. Le Reichsrat, réorganisé, devient une institution à double niveau, avec une représentation restreinte (pays autrichiens) et une représentation élargie (pays de la couronne hongroise).

## La patente de février et l'évolution de la situation jusqu'à la constitution de décembre 1867
La constitution centraliste de février fut élaborée par le ministre d'État de l'époque, Anton von Schmerling et entra en vigueur le 26 février 1861 sous le nom de patente de février. Édicté par l'Empereur François-Joseph, cet acte s'applique à l'Empire tout entier. Il remplace le diplôme d'octobre, d'aspiration fédéraliste, promulgué seulement quatre mois plus tôt, le 20 octobre 1860.
Parmi les classes dirigeantes, les avis divergeaient à l'époque quant à savoir s'il fallait centraliser l'État ou s'il ne valait pas mieux, au fond, le transformer en un État fédéral dont les vingt Kronländer bénéficieraient d'une large autonomie (Haute-Autriche, Basse-Autriche, Salzbourg, Tyrol, Vorarlberg, Carinthie, Styrie, Carniole, Görz, Trieste, Istrie, Fiume, Dalmatie, Croatie-Slavonie, Hongrie, Bohême, Moravie, Silésie autrichienne, Galicie-Lodomérie, Bucovine et Transylvanie). Les ministres impériaux témoignaient quant à eux d'une volonté accrue de renforcer le pouvoir central de la monarchie, mais les élites magyares plaidaient invariablement pour que la Hongrie comprenne la Croatie-Slavonie et la Transylvanie, et joue un rôle de premier plan dans l'Empire, ce que le compromis de 1867 leur accorda.
La constitution de février partagea le pouvoir législatif entre l'Empereur et les deux chambres du Reichsrat. À la Chambre des députés du Reichsrat devaient initialement siéger les députés mandés par les diètes provinciales (Landtag). Jugée trop centraliste, cette disposition fut totalement rejetée par la Hongrie et en partie par la Galicie-Lodomérie, dominées respectivement par les aristocraties hongroise et polonaise. Les politiciens magyars notamment la contestèrent partout où cela était possible.
Avant même qu'elle eût pleinement pu produire ses effets, la loi organique sur la représentation de l'Empire (Grundgesetz über die Reichsvertretung), annoncée par la patente de février, fut provisoirement suspendue, le 20 septembre 1865, par une patente impériale nommée officieusement patente suspensive. Dans un manifeste publié le même jour, l'Empereur justifia ainsi sa décision : « Une grande partie de l'Empire, aussi ardente patriote soit-elle, se tint constamment à l'écart de l'activité législative commune ». Le souverain ne pouvait pas négocier avec la noblesse hongroise des dispositions qui seraient minimisées en Hongrie tout en restant juridiquement contraignantes dans les autres parties de l'Empire ; il était donc nécessaire que le Reichsrat procédât à leur suspension dans tous les territoires.
L'ordre constitutionnel fut rétabli deux ans plus tard, à l'issue du compromis passé avec l'élite hongroise : c'est sur la patente de février que se fonde en effet la constitution de décembre 1867 pour réorganiser la Cisleithanie, c'est-à-dire l'ensemble des territoires gouvernés par la Maison de Habsbourg ne relevant pas du royaume de Hongrie. Ce dernier n'était désormais plus lié à eux que par une union personnelle et considéré en interne comme un État à part entière. Les législatures du Reichsrat sont numérotées, de la première à la dernière, de 1861 jusqu'à l'effondrement du pays en 1918. Jusqu'en 1873, les diètes locales des différents Kronländer ont continué à choisir et envoyer chaque année les députés du Reichsrat.

## L'original de la patente de février
On a longtemps cru que le texte original de la patente de février avait disparu. Il a vraisemblablement été dérobé avant l'incendie du palais de justice de Vienne en 1927. Le document fut retrouvé chez un bouquiniste par un particulier, qui l'acheta pour en faire don aux archives d'État, comme l'a rapporté un quotidien autrichien le 31 mars 2014.